# Helmet (wijk)

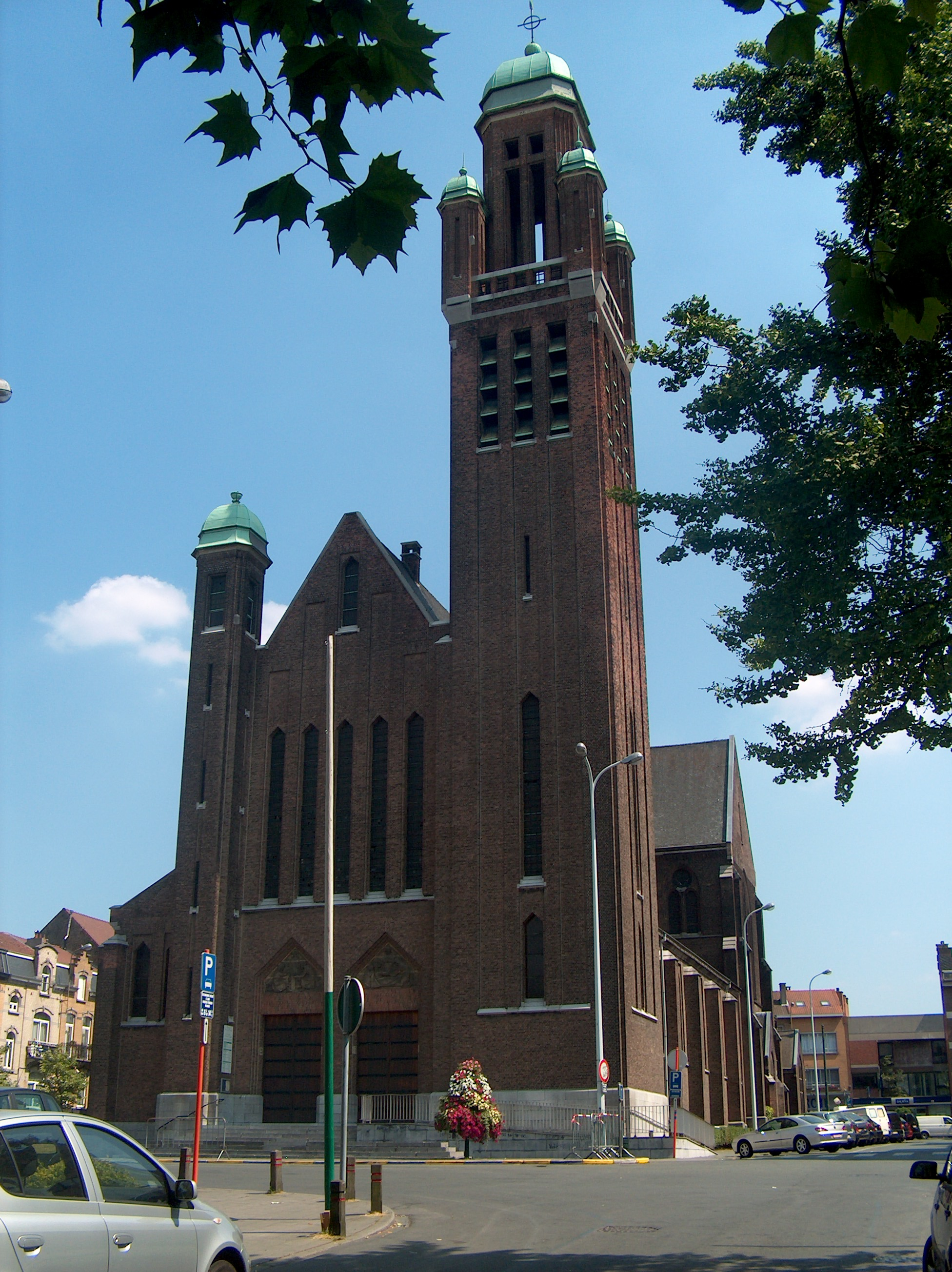
De Heilige Familiekerk staat op de top van de heuvel 'Helmet'

Helmet is een wijk in het uiterste noorden van de Belgische gemeente Schaarbeek tegen de grens van Evere aan. De naam Helmet is afkomstig van de Helmetheuvel.

## Geschiedenis

### Evere

#### Monplaisir
Voor het industriële tijdperk vormde dit gebied een landelijke zone tussen de dorpskernen van Schaarbeek en Evere. In 1683 legde Pierre-Ferdinand Roose, baron van Boisschot en lid van de Raad van Brabant, er zijn buitenverblijf Mon Plaisir aan. Het domein Monplaisir lag tussen de Zenne in het noordwesten en de heuvel Helmet in het zuidoosten, nabij de huidige ellipsvormige square op de Huart Hamoirlaan en dicht bij de toenmalige grens met Schaarbeek. Onmiddellijk ten westen van Monplaisir stroomde de Maalbeek die even verder in de Zenne uitmondde. Landvoogd Karel van Lotharingen huurde het domein van 1752 tot 1780 en organiseerde er jachtpartijen en feesten.

#### Kasteel van Helmet en Walckiers
In 1726 bouwt Jean-Baptiste Rol op de hoogtes van Helmet een kasteel met park en een lager gelegen vijver. Het "kasteel van Helmet" lag in de buurt waar vandaag de Franstalige school Institut de la Sainte-Famille d'Helmet zich bevindt. Het kasteeldomein grensde in het oosten aan het dorp Evere en grensde in het zuidwesten aan het domein Monplaisir.
Adrien-Ange Walckiers, heer van Drongen, koopt het kasteel van Helmet in 1765. Hij verfraait het parkdomein, dat ten noordoosten van de huidige Zénobe Grammelaan lag (rond de huidige Walckiersstraat en de Kasteelstraat). Mogelijks laat Adrien-Ange in 1765 de eerste Engelse tuin van de Zuidelijke Nederlanden aanleggen bij zijn kasteel. Op 14 augustus 1772 wisselt de laatste prinses van Horne, Maria Theresia van Horne het bezit van Evere met dat van Ten-Hove in Overijse met Adrien-Ange de Walckiers. Zo wordt Adrien-Ange Walckiers ook "heer van Evere". De heerlijke rechten worden dertien jaar later echter met onmiddellijke ingang afgeschaft bij de inlijving van de Nederlanden bij Frankrijk op 1 oktober 1795.
Rond het einde van de 18de eeuw behoorde het gebied tot de heerlijkheid en parochie Evere. Op de Ferrariskaarten (1771-1778) is er naast beide kasteeldomeinen een concentratie van bebouwing te zien rond een kruispunt van wegen: de huidige straten Helmetsesteenweg, Landbouwstraat (richting het huidige Helmetseplein), Raafstraat, Heidestraat en Hubertisstraat.

### Schaarbeek

#### Negentiende eeuw
Het grootste deel van Helmet (ten zuiden van de Lindestraat) en het domein Monplaisir werd in het begin van de negentiende eeuw, waarschijnlijk bij de vorming van de gemeentes in 1800, overgeheveld van Evere naar Schaarbeek. Na de dood van Adrien-Ange Walckiers in 1799 en de verhuis van zijn zoon naar Frankrijk raakt het domein Walckiers wat verwaarloosd. Doorheen de negentiende eeuw zal het echter verschillende nieuwe eigenaars kennen (bijvoorbeeld de bankier Plovitz rond 1805-1810) en zal het domein verschillende malen heraangelegd worden. In 1824-1826 wordt het kasteel van Walckiers afgebroken door de nieuwe eigenaar die het in 1824 kocht.
In 1835 wordt de eerste spoorlijn op het Europese continent aangelegd door de "vlakte van Monplaisir": de natte weilanden tussen het domein Monplaisir en de Zenne. Het domein raakt in de tweede helft van de negentiende eeuw in verval.
In het midden van de negentiende eeuw worden de eerste straten van Helmet verhard: de Helmetsesteenweg, de Lindestraat en de Chaumontelstraat.
In 1860 wordt het domein Walckiers gekocht door een zekere Vandersmissen die er de jaren nadien een nieuw kasteel laat optrekken. In een andere theorie worden hierbij de overblijfselen van het oorspronkelijke kasteel Walckiers herbruikt. In 1891 wordt het domein van Walckiers aangekocht door een kloostergemeenschap om er een meisjesinternaat op te richten: de vandaag nog bestaande Franstalige school Institut de la Sainte-Famille d'Helmet.

#### Twintigste eeuw
Vanaf 1880 werden plannen gemaakt voor de verstedelijking van de nieuwe stationswijk. In 1900 werd de kerk van de Heilige Familie gebouwd op de top van de heuvel Helmet langs de Helmetsesteenweg in een dan nog rurale omgeving. De echte verstedelijking zette pas in in de 20ste eeuw. Het stratenplan voor de nieuwe Schaarbeekse wijk 'Monplaisir-Helmet' werd goedgekeurd tijdens de gemeenteraadszitting van 3 november 1904 en bij K.B. van 21 april 1906. De belangrijkste straat in de nieuwe wijk werd de Huart Hamoirlaan die het station verbindt met de Heilige Familiekerk en aangelegd werd in 1908-1909. Oorspronkelijk was het de bedoeling om een panoramisch zicht te scheppen op het koninklijk domein van Laken.
Het vervallen domein Monplaisir wordt in 1906 afgebroken en de vijver van het park wordt drooggelegd om plaats te maken voor het stationsplein (prinses Elisabethplein). Bij de opmetingen in 1912 zijn zo goed als alle huidige straten aangelegd: de gehele stationswijk, de buurt rond het nieuwe Helmetseplein,...

## Verkeer en vervoer
Dwars door de wijk loopt de Helmetsesteenweg die het centrum van Schaarbeek met dat van Evere verbindt. Een tweede belangrijke as wordt gevormd door de Huart Hamoirlaan. Ter hoogte van de kruising van de Helmetsesteenweg met de Huart-Hamoirlaan en de Vandeveldestraat bevindt zich een halte van de drukke tramlijn 55. Bij de uitbreiding van de Brusselse metro met metrolijn 3 naar het noorden toe is er beslist twee stations te bouwen in Helmet: op de Riga-square en aan tramhalte Linde.

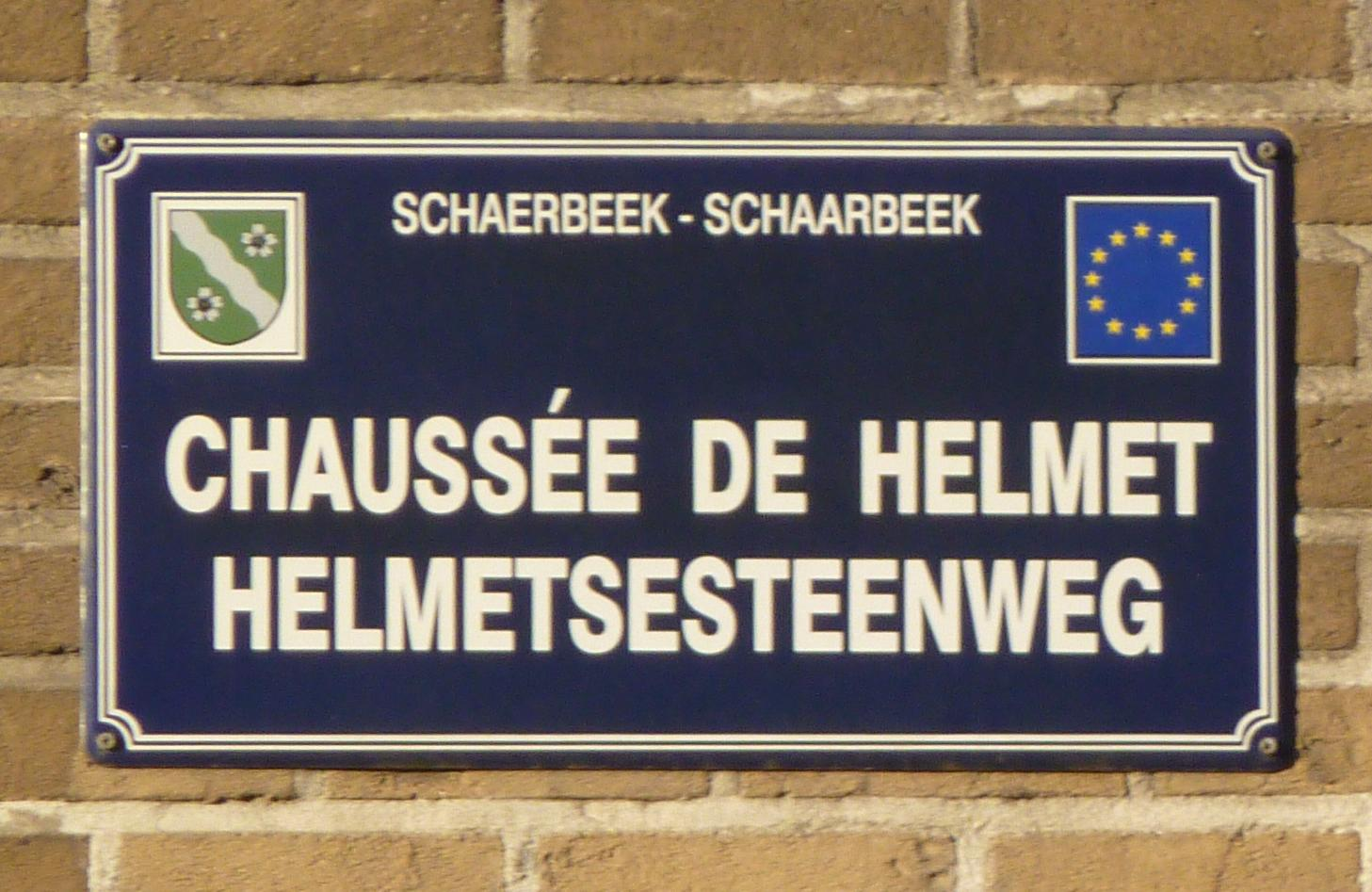
Straatnaambord Helmetsesteenweg
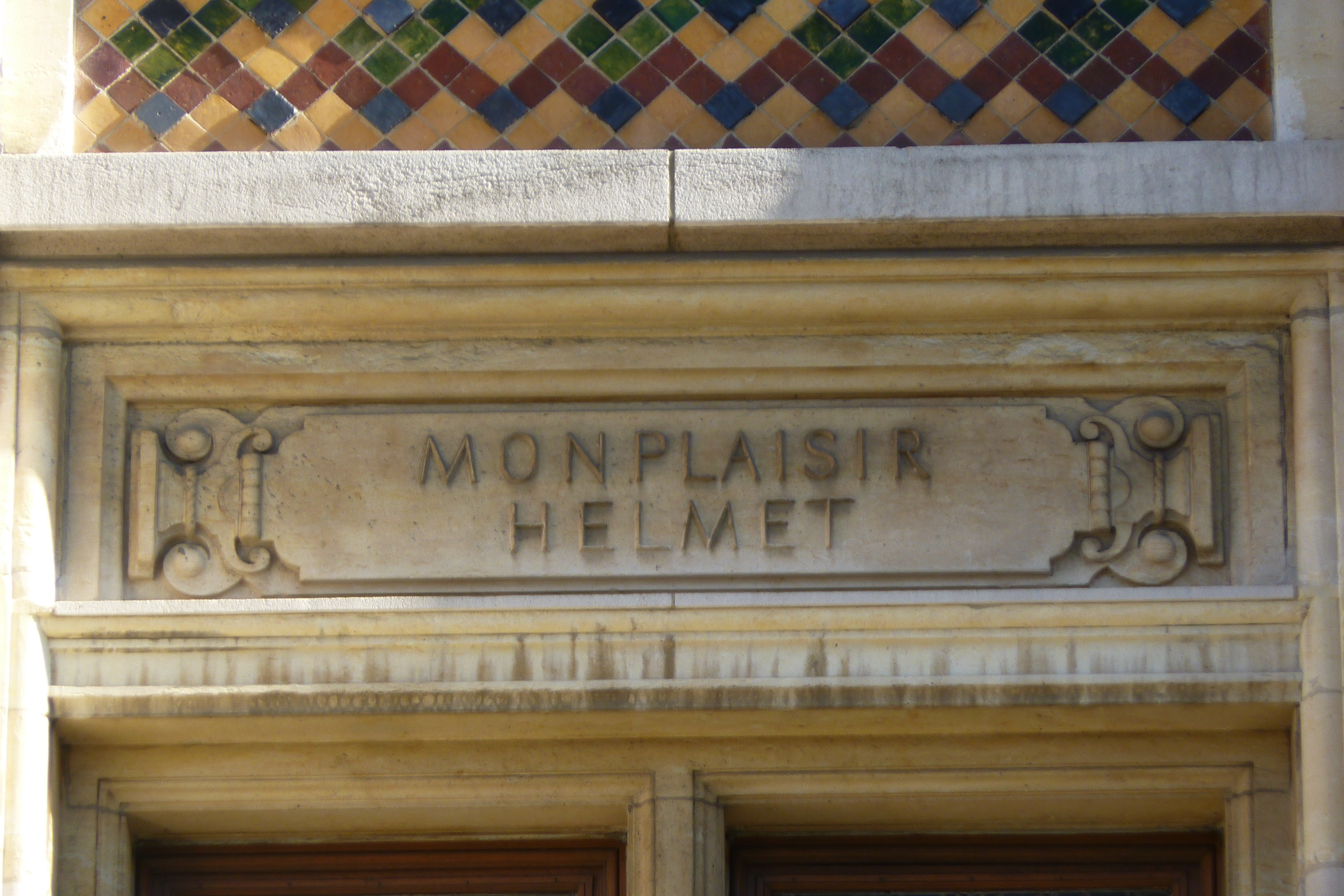
Naam van de wijk 'Monplaisir-Helmet' op de façade van het gemeentehuis van Schaarbeek